# Against All Odds (filme)
Against All Odds (Brasil: Paixões Violentas / Portugal: Vidas em Jogo) é um filme estadunidense de 1984, do gênero drama, dirigido por Taylor Hackford.

## Sinopse
O filme narra a história de um jogador de futebol americano que é contratado por um gangster para encontrar sua namorada que fugiu para o México. Após encontrá-la, surge um sentimento de paixão e vingança.

## Elenco
- Rachel Ward .... Jessie Wyler
- Jeff Bridges .... Terry Brogan
- James Woods .... Jake Wise
- Alex Karras .... Hank Sully
- Jane Greer .... Mrs. Grace Wyler
- Richard Widmark .... Ben Caxton
- Dorian Harewood .... Tommy
- Swoosie Kurtz .... Edie
- Saul Rubinek .... Steve Kirsch

## Principais prêmios e indicações
- Oscar 1985 (EUA)
- Indicado na categoria de melhor canção ("Against All Odds (Take a Look at Me Now)", interpretada por Phil Collins).